# Sport a Modena
La città di Modena ha eccelso in numerosi sport di squadra e le squadre cittadine si sono laureate campioni d'Italia almeno una volta in diverse discipline. Particolarmente rilevante è la pallavolo maschile, che ha vinto in totale 22 scudetti con le varie squadre, mentre nella pallavolo femminile, vincente in totale 13 scudetti. Degni di nota anche i risultati nelle categorie automobilistiche, con marchi come Ferrari, Maserati, Pagani e De Tomaso.

## Impianti sportivi di rilievo
- Stadio d'atletica : impianto con pista d'atletica e tribune, ospita tappe dei campionati italiani.
- Palazzo dello Sport Franco Anderlini : usato come impianto per la pallavolo dalla Pallavolo Anderlini, con capienza di 600 posti.
- Palazzetto dello Sport di viale Molza : impianto usato della Società Sportiva Amatori Modena e dalla Scuola Pallamano Modena, diviso in pista da hockey e campo polivalente.
- Palazzetto dello Sport Giuseppe Panini : il Tempio del Volley, il più importante impianto della città ospita le partite della Serie A1 maschile e femminile.
- Stadio da baseball Giovanni Torri : il diamante è usato come impianto dal Modena Baseball con 816 posti.
- Stadio Alberto Braglia : lo stadio sorge sulle strutture dell'ex velodromo, costruito nel 1936 ospita le partite del Modena con 21092 posti
- Palazzo dello Sport Madiba : impianto sportivo per la pratica di sport come hockey su pista e pattinaggio artistico, usato dagli UVP Modena, con capienza di 256 posti a sedere.
- Piscina Pergolesi
- Piscine Dogali : piscine più importanti della città, è usata dal Modena Nuoto e dal Pallanuoto Modena.
- Palazzetto dello Sport Galileo Ferraris : impianto usato dalla società Modena Basket, con 150 posti omologati.
- PalaRoller Vellani : impianto situato nel quartiere Sacca, usato per l'hockey in line dall'Invicta Modena.
- Centro Sportivo Saliceta San Giuliani : centro sportivo situato nel quartiere omonimo, usato da varie società.
- Stadio da Rugby Collegarola : situato nel quartiere omonimo, usato e gestito dal Modena Rugby Club, ha una capienza di 1000 posti.
- PoliGolf : campo da golf.
- Ippodromo Ghirlandina : uno degli ippodromi più noti d'Italia, è usato per il trotto. Si trova nelle periferie della città estense.
- Laghetto di pesca sportiva
- Poligono di tiro Sacca
- Skatepark Le Gobbe
- Autodromo di Modena, situato nella frazione di Marzaglia Nuova, facilmente raggiungibile con la fermata ferroviaria di Marzaglia e vicino all'Aeroporto di Modena, è uno degli autodromi più importanti d'Italia
- Stadio da Beach

## Principali società sportive

### Calcio

#### Maschile
- Il Modena partecipa alla Serie B, gareggia allo Stadio Alberto Braglia, ha partecipato per 13 volte alla Serie A. Vanta due Coppe Anglo-Italiane, dove la squadra vanta il record di titoli. La squadra disputa i suoi incontri casalinghi allo stadio Alberto Braglia. Il periodo di maggior splendore del calcio modenese fu a cavallo della Seconda guerra mondiale, con diversi campionati di serie A disputati e un piazzamento al terzo posto in serie A 1946-1947.

#### Femminile
- Il Calcio Modena è stato campione d'Italia, vincitore di due Coppe Italia e Supercoppe italiane.

- L'A.S.D. San Paolo partecipa al campionato nazionale di Serie C.

### Pallavolo
La città di Modena ha una ricca e gloriosa tradizione nello sport della pallavolo. Il principale campo da gioco è il PalaPanini.

#### Maschile

Il Modena, qui nella stagione 1989-1990 che vide il primo trionfo – come Panini – in Coppa dei Campioni, è il club più vittorioso del volley maschile italiano.

Nella pallavolo maschile Modena può vantare un record di 23 scudetti vinti, suddivisi tra quattro diverse società. Negli anni sessanta per un periodo ci furono nella massima serie ben tre squadre modenesi, l'Avia Pervia Modena, la Minelli Modena e la Villa d'Oro Pallavolo Modena che dal 1952 al 1962 monopolizzarono il titolo di campione italiano per undici anni di fila. Con lo scioglimento dell'Avia Pervia venne fondata la Panini – poi divenuta Daytona e oggi Modena –, che dal 1968 milita ininterrottamente in Serie A1 e ha vinto, tra numerosi titoli, 12 scudetti e 4 Coppe dei Campioni, facendone la società più blasonata d'Italia.

##### Attuali società
- Modena Volley
- Scuola Pallavolo Anderlini
- Villa d'Oro Pallavolo Modena
- CUS Modena

#### Femminile
In campo femminile Modena ha vinto 13 scudetti, suddivisi tra quattro società tutte scomparse, come l'Audax Modena (5 volte campione), la Minelli Modena (2), la Fini Modena e Volley Modena (1). 

##### Attuali Società
- Polisportiva Villa d'Oro
- LJ Volley Modena B
- Scuola Pallavolo Anderlini
- CUS Modena

### Baseball
La squadra di baseball è il Modena Baseball Club, che dopo aver partecipato in passato a numerosi campionati della massima serie (Serie A1), arrivando alla finale scudetto nel 2003, dal 2006 milita nella Serie A2, terzo livello del Campionato italiano di baseball. Vanta due Coppe CEB.

### Rugby
- La squadra di rugby è il Modena Rugby Club, militante nel campionato di Serie B ma che in passato ha partecipato anche al campionato di aserie A, seconda divisione del campionato italiano di rugby.
- Il CUS Modena partecipò al massimo campionato nel 1956-1957.

### Pallacanestro
Il Modena Basket, noto anche come Mo.Ba, è la società sportiva di spicco della pallacanestro modenese. Il Club milita nel campionato di C unica dalla stagione 2023/2024, mentre a livello femminile in serie C, oltre a possedere un folto e attrezzato vivaio. Attualmente gioca nel Palazzetto dello sport Galileo Ferraris. 
Si citano, inoltre, altre realtà della pallacanestro a Modena, come l'ASD Universal Basket 2010 e il CUS MO.RE, quest'ultima militante nel campionato di Promozione. 

### Pallamano
La Scuola Pallamano Modena, partecipante al campionato di Serie A2 e gareggia al Palazzetto dello Sport di Viale Molza.[37]

### Nuoto e Pallanuoto
La società Modena Nuoto, che ha sede nelle piscine Dogali si occupa di nuoto e pallanuoto. La Pallanuoto Modena partecipa al campionato di serie B.[38]

### Football Americano

#### Maschile
I Vipers Modena sono la squadra di football americano della città. Partecipa al Campionato di Seconda Divisione, il secondo livello italiano.

#### Femminile
Le Vipers Girl Modena , sezione femminile dei Vipers Modena partecipa al campionato di III Divisione.

### Hockey

#### In line
L'ASD Invicta Skate Modena, partecipa alla Serie A2 del Campionato Italiano di Hockey in-line. Vanta partecipazioni alla Serie A1. Gareggia al Palaroller Vellani.

#### Pista
- La Società Sportiva Amatori Modena ha vinto per due volte lo scudetto.
- L'UVP Modena partecipa al campionato di Serie A2 con ottimi risultati.

### Automobilismo
L'automobilismo è probabilmente l'attività sportiva che maggiormente contribuisce a rendere Modena celebre nel mondo.
Oltre alla Scuderia Ferrari, fondata a Modena nel 1929 e trasferitasi a Maranello durante la guerra, e alla Maserati che invece ha sede in città fin dal 1937, vanno ricordati anche costruttori come De Tomaso e Stanguellini, e squadre come la Scuderia Centro Sud con la celebre scuola di pilotaggio diretta da Piero Taruffi.
Tra il 1927 e il 1947 la città ospitò diversi gran premi automobilistici su tracciati stradali denominati Circuito di Modena, che videro vittoriosi piloti come Enzo Ferrari e Tazio Nuvolari. A seguito di un incidente mortale si decise di abbandonare le competizioni sul circuito cittadino, iniziando la costruzione dell'Aerautodromo che fu inaugurato nel 1950. Sul nuovo tracciato permanente si disputarono sette edizioni del Gran Premio di Modena, riservato a vetture di Formula 2 e Formula 1, e ventidue edizioni del Gran Premio Motociclistico, solitamente gara di apertura del Campionato Italiano. Il tracciato fu chiuso e quindi demolito alla fine degli anni '70.
Nel territorio comunale, nella frazione di Marzaglia, è presente un circuito denominato "Autodromo di Modena", aperto nel 2011.

#### Società automobilistiche
- Ferrari
- Scuderia Ferrari[2]
- Maserati
- Maserati Squadra Corse[3]
- Pagani (Italia)
- De Tomaso
- Scuderia Centro Sud
- Modena Team
- Stanguellini

### Ciclismo
Maschile
In otto edizioni del Giro d'Italia Modena è stata sede di arrivo di tappa: la prima volta nel 1928, l'ultima nel 2019. Nel 1953 Modena ospitò due frazioni: una in linea (vinta da Fiorenzo Magni) seguita, il giorno dopo, da una cronometro a squadre disputata nell'aerautodromo cittadino. Significativa fu la tappa del 1940 vinta da Fausto Coppi, alla sua prima partecipazione al Giro. In quell'occasione il Campionissimo conquistò la maglia rosa che non avrebbe più ceduto fino al termine della corsa vincendo così il primo Giro d'Italia della sua carriera. In altre due edizioni (Alfredo Binda nel 1928 e Arnaldo Pambianco nel 1961) chi ha indossato la maglia rosa a Modena è risultato vincitore della classifica finale. In un'occasione è stata anche sede di partenza di tappa, nel 2021.
Tappe del Giro d'Italia con arrivo a Modena:
- 1928, 9ª tappa Pistoia-Modena, vinta da Domenico Piemontesi;
- 1940, 11ª tappa Firenze-Modena, vinta da Fausto Coppi;
- 1949, 12ª tappa Bolzano-Modena, vinta da Oreste Conte;
- 1953, 10ª tappa Pisa-Modena, vinta da Fiorenzo Magni;
- 1953, 11ª tappa Modena-Modena, (cronometro a squadre), vinta da Bianchi;
- 1961, 10ª tappa Firenze-Modena, vinta da Rik Van Looy;
- 1974, 15ª tappa Carpegna-Modena, vinta da Patrick Sercu;
- 1985, 17ª tappa Cecina-Modena, vinta da Daniel Gisiger;
- 2019, 10ª tappa Ravenna-Modena, vinta da Arnaud Démare.

Tappe del Giro d'Italia con partenza da Modena
- 2021, 5ª tappa Modena-Cattolica, vinta da Caleb Ewan.
- 2025, 12ª tappa Modena-Viadana (Oglio-Po), vinta da Olav Kooij.

Femminile
La terza tappa del Giro d’Italia donne 2023 è arrivata a Modena (partendo dalla provincia di Modena, a Formigine) ed è stata vinto da Lorena Wiebes.